# Flotta Gialla

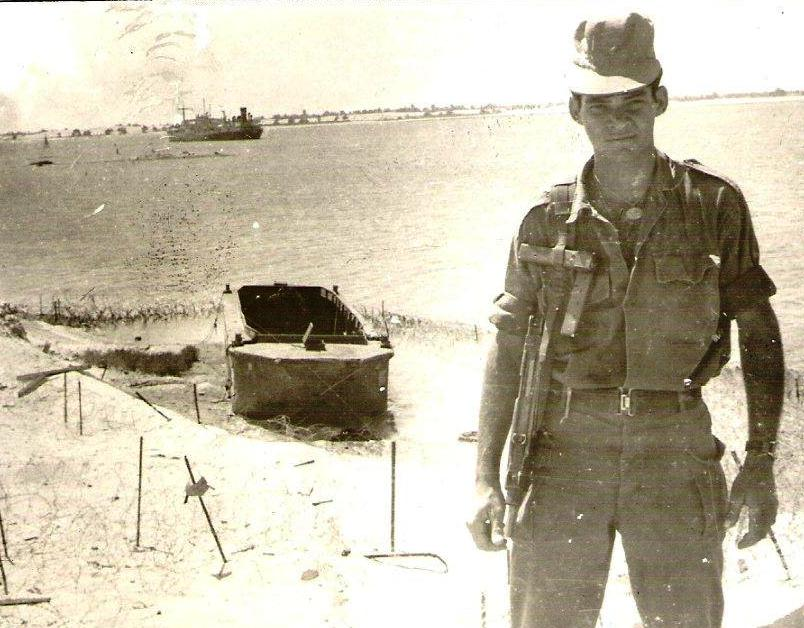
Sullo sfondo si vede, ancorata, una nave, impossibilitata a lasciare il Canale di Suez (nella foto nel 1973)

Tra il 1967 e il 1975, quindici navi rimasero intrappolate nel Canale di Suez dopo la guerra dei sei giorni tra Israele ed Egitto. Le navi divennero note come la Flotta Gialla a causa del loro aspetto dovuto alla sabbia del deserto portata dal vento fino a bordo.
Durante la guerra, l'Egitto bloccò entrambe le estremità del canale per impedirne l'uso da parte di Israele che aveva occupato la costa orientale dello stesso canale. Navi affondate, mine e altri detriti hanno continuato a bloccare il trasporto attraverso il canale fino al terminare della guerra dello Yom Kippur, dopo di che il blocco è stato revocato. Un'operazione di sgombero del 1974 ha permesso alle navi di partire, dopo otto anni di blocco.

## Storia
Nel giugno 1967 le quindici navi stavano navigando verso nord attraverso il Canale di Suez, quando scoppiò una guerra tra Israele ed Egitto, in quella che sarebbe diventata nota come la Guerra dei sei giorni. Entrambe le estremità del canale furono chiuse e dopo tre giorni divenne evidente, che il canale sarebbe rimasto bloccato per qualche tempo a causa dell'affondamento delle navi che ne bloccavano il passaggio. Tale affondamento venne provocato dal governo egiziano, per evitare l'utilizzo dello stesso canale da parte degli israeliani, che avevano occupato la costa orientale. Quattordici navi furono costrette ad ancorare nella parte più ampia del Canale di Suez, il Grande Lago Amaro. Alcune delle navi affondate tagliarono fuori l'SS Observer dalle altre navi e dovette ancorarsi nel lago Timsah.
Navi, draghe, altri mezzi galleggianti e persino un ponte furono affondati per bloccare il canale. Oltre alle navi affondate c'erano un certo numero di mine marine, che impedivano la navigazione. Con la guerra che aveva lasciato gli israeliani in possesso dell'intera sponda orientale del canale, il presidente egiziano Gamal Abdel Nasser decise rapidamente di mantenere il canale chiuso a tutte le navi a tempo indeterminato. L'unica alternativa sarebbe stata consentire agli israeliani di usarlo, il che era un anatema per il governo egiziano. Anche se i problemi politici che circondavano il canale avessero potuto in qualche modo essere risolti, la sua manutenzione sarebbe stata economicamente impraticabile, poiché pochissimi (se non nessuno) caricatori sarebbero stati disposti a inviare le loro navi ed equipaggi attraverso quella, che era effettivamente una terra di nessuno in un attivo zona di combattimento.
Durante gli otto anni, gli eserciti israeliano ed egiziano si sono affrontati l'uno contro l'altro su entrambi i lati del Canale di Suez. A volte i gruppi di raid da entrambe le parti scivolavano attraverso il canale per svolgere missioni di raccolta di informazioni. Una delle grandi preoccupazioni era che il canale si sarebbe insabbiato senza un dragaggio regolare. Si è rivelato un non problema in quanto il 90% del limo è il risultato di correnti causate dalla rotazione delle eliche delle navi, che era praticamente inesistente durante questo periodo.

### La vita a bordo
Nell'ottobre del 1967 gli ufficiali e gli equipaggi di tutte le quattordici navi si incontrarono sul Melampus per fondare la "Great Bitter Lake Association", che fornì supporto reciproco. I membri dell'equipaggio hanno continuato a incontrarsi regolarmente a bordo delle loro navi, organizzato eventi sociali, fondato un club nautico e tenuto i "Giochi olimpici del lago amaro" contemporaneamente alle Olimpiadi estive del 1968 a Città del Messico. Sono state organizzate gare di life boat e partite di calcio sulla nave più grande, la MS Port Invercargill, mentre le funzioni religiose si sono svolte sulla motonave della Germania occidentale Nordwind e sono stati proiettati film sul mercantile bulgaro Vasil Levsky. La svedese Killara aveva una piscina. 
Col tempo fu possibile ridurre il numero di membri dell'equipaggio a bordo delle navi e nel 1969 le navi furono riunite in diversi gruppi, per ridurre ulteriormente il numero di membri dell'equipaggio necessario per il loro mantenimento. Quegli equipaggi, che erano rimasti per mantenere e sorvegliare le navi, venivano fatti ruotare ogni tre mesi. Nel 1972 gli ultimi membri dell'equipaggio delle navi tedesche furono finalmente rimandati a casa, con la manutenzione delle navi affidata a una compagnia norvegese.